# 栄新江
栄 新江（えい しんこう、1960年 - ）は、中華人民共和国の歴史学者。専攻は唐史。

## 経歴
1960年、天津市で生まれる。1978年、北京大学歴史系に入学した。1985年に大学卒業と同時に同校の教職員となった。1988年に北京大学の助教授に就任。1993年に教授昇任。

## 著作
- (中国語) 『唐研究』. 北京市: 北京大学出版社. (2005). ISBN 9787301100974
- (中国語) 『中古中国与外来文明』. 北京市: 三聯書店. (2014). ISBN 9787108035530
- (中国語) 『中古中国与粟特文明』. 北京市: 三聯書店. (2014). ISBN 9787108050502
- (中国語) 『絲綢之路与東西文化交流』. 北京市: 北京大学出版社. (2015). ISBN 9787301260845
- (中国語) 『帰義軍史研究--唐宋時代敦煌歴史考索』. 上海市: 上海古籍出版社. (2015). ISBN 9787532569946
- (中国語) 『学理与学誼——栄新江序跋集』. 北京市: 中華書局. (2018). ISBN 9787101132496
- 栄新江; 党宝海 (2019) (中国語). 『馬可・波羅与10–14世紀的絲綢之路』. 北京市: 北京大学出版社. ISBN 9787301303283
- (中国語) 『学術訓練与学術規範——中国古代史研究入門』. 北京市: 北京大学出版社. (2020). ISBN 9787301186657
- (中国語) 『従学与追念——栄新江師友雑記』. 北京市: 中華書局. (2020). ISBN 9787101147018
- (中国語) 『三升斎隨筆』. 北京市: 鳳凰出版社. (2020). ISBN 9787550631885
- (中国語) 『敦煌学十八講』. 北京市: 北京大学出版社. (2020). ISBN 9787301047712
- 趙莉; 栄新江, eds (2021) (中国語). 『亀茲石窟題記』. 北京市: 中西書局. ISBN 9787547516638
- 栄新江; 史睿, eds (2021) (中国語). 『吐魯番出土文献散録』. 北京市: 中華書局. ISBN 9787101151084
- 栄新江; 羅豊 (2021) (中国語). 『粟特人在中国：考古発現与出土文献的新印證』. 北京市: 科学出版社. ISBN 9787030486295
- 栄新江; 辛徳勇; 孟憲実; 韓昇; 葛承雍; 于賡哲; 李四竜; 蘇泓月 (2021) (中国語). 『唐：中国歴史的黄金時代』. 北京市: 三聯書店. ISBN 9787108069733

## 称号
- 2021年7月22日、イギリス学士院通訊院士[1]